# Right There
«Right There» —en español: «Allí mismo»—  es una canción de la cantante Nicole Scherzinger con el rapero 50 Cent para su primer álbum de estudio Killer Love. Fue escrito por Daniel Morris, Ester Dean, Frank Romano, James Scheffer, y producido por Jim Jonsim. Cuenta con géneros como el pop y el R&B. La canción fue lanzada como sencillo el 17 de mayo de 2011 en los Estados Unidos y 5 de junio en el Reino Unido.

## Video musical

### Antecedentes y sinopsis
El video musical de "Right There" fue filmada en 20 y 21 de abril de 2011 en el centro de Los Ángeles, con Paul Hunter sirviendo como director. Hunter había trabajado anteriormente con Scherzinger en "Whatever You Like". Nicole Scherzinger en una entrevista a MTV News que ella dijo: "Yo quería seguir un poco el video bastante simple, porque yo quería icónico. La forma de obtener imágenes icónicas y videos memorables es simplemente hacer que sea sencillo." El vídeo hace uso de la colocación de productos de Belvedere.

## Lista de canciones
Descarga digital
1. "Right There" (featuring 50 Cent) — 4:22

Sencillo digital
1. "Right There" (featuring 50 Cent) — 4:22
2. "Right There" (Instrumental) — 4:03
3. "Don't Hold Your Breath" (Dave Audé Remix) — 7:16

Reino Unido remixes EP
1. "Right There" (Wideboys Remix Full Club) — 6:09
2. "Right There" (Wideboys Dub Remix) — 7:01
3. "Right There" (Frankmusik Remix) — 3:18
4. "Right There" (The Sound of Arrows Remix) — 3:36

Descarga digital - remixes
1. "Right There" (Marco V Remix) — 5:18
2. "Right There" (John Dahlbäck Remix) — 6:02
3. "Right There" (Frankmusik Remix) — 3:18
4. "Right There" (The Sound of Arrows Remix) — 3:35
5. "Right There" (Desi Hits! DJ Lloyd Remix) — 4:58
6. "Right There" (Gemini Remix) — 4:17
7. "Right There" (Chris Lake Remix) — 5:29
8. "Right There" (Desi Hits! Culture Shock Remix) — 4:07
9. "Right There" (Manhattan Clique Remix) — 6:33
10. "Right There" (Dave Spoon Remix) — 5:50
11. "Right There" (Wideboys Remix Full Club) — 6:010

## Listas y certificaciones
| Listas (2011)                          | Mejor posición |
| -------------------------------------- | -------------- |
| Alemania (Offizielle Deutsche Charts)  | 61             |
| Australia (ARIA)                       | 8              |
| Australia Urban (ARIA)                 | 3              |
| Canadá (Canadian Hot 100)              | 44             |
| Dinamarca (Tracklisten)                | 36             |
| Escocia (Scottish Singles Sales Chart) | 4              |
| Eslovaquia (Rádio Top 100)             | 27             |
| Estados Unidos (Billboard Hot 100)     | 39             |
| Estados Unidos (Hot Dance Club Songs)  | 8              |
| Estados Unidos (Mainstream Top 40)     | 17             |
| Irlanda (IRMA)                         | 7              |
| Nueva Zelanda (Recorded Music NZ)      | 7              |
| Reino Unido (UK Singles Chart)         | 3              |
| República Checa (Rádio Top 100)        | 60             |
| Rumania (Romanian Top 100)             | 9              |

| País (Organismo certificador) | Certificaciones | Ventas certificadas | Ref.   |
| ----------------------------- | --------------- | ------------------- | ------ |
| Australia (ARIA)              | Doble Platino   | 140 000             | [ 24 ] |
| Estados Unidos (RIAA)         | Oro             | 500 000             | [ 25 ] |
| Reino Unido (BPI)             | Plata           | 200 000             | [ 26 ] |